# Peucedanum josephianum
Peucedanum josephianum är en flockblommig växtart som beskrevs av Wadhwa och Harsh Jeet Chowdhery. Peucedanum josephianum ingår i släktet siljor, och familjen flockblommiga växter. Inga underarter finns listade i Catalogue of Life.